# Aulus Cornelius Cossus Arvina
Aulus Cornelius Cossus Arvina war ein römischer Senator und Politiker aus der Gens Cornelia.
Nach der literarischen Überlieferung war Arvina 353 und 349 v. Chr. Magister equitum und 343 zusammen mit Marcus Valerius Corvus erstmals Konsul. Während des ersten Samnitenkrieges soll er am Rande einer Niederlage durch das persönliche Opfer von Publius Decius Mus gerettet worden sein und anschließend einen Sieg über die Samniten errungen haben, wofür er mit einem Triumph geehrt wurde. 332 v. Chr. folgte ein zweites Konsulat an der Seite von Gnaeus Domitius Calvinus, 322 v. Chr. eine Diktatur, bei der er angeblich erneut über die Samniten gesiegt und triumphiert hatte, was jedoch zweifelsfrei eine spätere Erfindung war. 320 v. Chr. wurde er Fetialis. Auch die Person des Arvina und seine Taten sind möglicherweise eine annalistische Erfindung. 